# Защитник (фильм, 2012)
«Защитник» (англ. Safe) — фильм режиссёра Боаза Якина, в главной роли Джейсон Стейтем. Премьера в США — 27 апреля 2012 года (была перенесенa), в России — 26 апреля 2012 года. Основные съёмки проходили с октября по декабрь 2010 года в Пенсильвании и Нью-Йорке.

## Сюжет
Бывший полицейский и клеточный боец Люк Райт (Джейсон Стэтхэм) непреднамеренно выигрывает фиксированный бой против звезды YouTube, разгневав Эмиля Дочески (Сандор Текси), главу русской мафии. В качестве наказания сын Дочески Василий (Сикора, Джозеф) и его люди убивают беременную жену Райта, а затем обещают убить любого, с кем он регулярно разговаривает. Люк оставляет свою жизнь позади, становясь бездомным бродягой. Тем временем в Китае Мэй (Кэтрин Чан), молодой математический вундеркинд, похищается людьми, работающими на босса триады Хань Цзяо (Джеймс Хонг). Хан хочет использовать Мэй в качестве ментального калькулятора, чтобы устранить отслеживаемый цифровой след его преступного предприятия. Он отправляет её в Нью-Йорк, на попечение жестокого гангстера Кван Чанга (Реджи Ли).
Через год Хань приезжает из Китая и просит Мэй запомнить длинное число. По пути, чтобы получить второй номер, их автомобиль попадает в засаду русской мафии. Мэй везут к Эмилю, который требует номер, но Мэй отказывается. Прежде чем они могут продолжить допрос, их прерывает полиция, посланная продажным капитаном Вулфом (Роберт Джон Берк), который работает на Хана. Мэй убегает во время неразберихи, преследуемая русскими до ближайшей станции метро, где Люк размышляет о самоубийстве. Увидя Петра Шемякина (Игорь Жижикин), одного из тех, кто убил жену героя, и, видя горе Мэй, Люк пробирается в поезд и убивает Шемякина и других русских. Мэй убегает на следующей остановке, но её останавливают двое продажных полицейских, работающих на Вулфа. Люк прибывает и выводит из строя копов, убеждая Мэй в своих добрых намерениях.
Прячась в гостинице, Мэй рассказывает и объясняет номер, которым владеет, Люку, который догадывается, что это код от сейфа. Однако Кван выслеживает Мэй через её мобильный телефон. Он захватывает девочку и убегает вместе с ней во время нападения, когда Люк сражается с людьми Квана. На другом конце города капитан Вулф встречается с мэром Дэнни Тремелло (Крис Сарандон), который узнал, что Люк замешан в этом деле. Он предостерегает Вулфа, объясняя, что Люк был не обычным полицейским, а правительственным убийцей, ответственным за многочисленные черные операции по приказу своих командиров он вместе со своим бывшим напарником Алексом Розеном (Энсон Маунт) пытается уничтожить преступные организации в районе Нью-Йорка. Жизнь Люка в изгнании - это не необходимость, а скорее искупление того, что он сделал для правительства.
Воспользовавшись телефоном Петра, Люк подставляет Василия, которого похищает. Эмиль неохотно соглашается на сделку за жизнь своего сына, объясняя, что номер Мэй открывает хорошо охраняемый сейф в китайском квартале с 30 миллионами долларов, хотя он не знает содержимого второго сейфа. Нуждаясь в команде, чтобы добраться до денег, Люк нанимает Вулфа и его коллег. Вместе они сражаются с многочисленными бандитами триады, чтобы добраться до сейфа. Когда Люк собирается открыть его, Вулф пытается предать его, но Люк убивает оставшихся копов и берёт Вулфа в заложники. Используя эти деньги, Люк подкупает Алекса Розена, который теперь работает на мэра, чтобы спасти Мэй. Алекс рассказывает, что во втором сейфе - это диск, содержащий данные о коррупционных сделках главы города. После Алекс встречается с Кваном, демонстрируя свою боевую мощь, убивая его и его людей на глазах у Мэй. В другом месте Люк нападает на мэра и забирает копию диска.
Алекс и Люк договариваются о встрече, но Люк отказывается сдавать деньги, вместо этого предлагая им уладить всё дракой. Прежде чем они успевают начать, Мэй стреляет в Алекса, раня его, и Люк добивает противника. После этого Люк даёт Вулфу 50 000 долларов и приказывает ему вернуть Василия отцу целым и невредимым. Оставшуюся часть денег он посылает Ханю, чтобы выкупить свободу Мэй, угрожая разрушить его операции, если тот попытается вернуть девочку. Хань с отвращением покидает Нью-Йорк, а Люк прячет многочисленные копии диска по всему городу. 
Люк и Мэй покидают город, направляясь на Запад. Когда Мэй спрашивает, в безопасности ли они теперь, Люк отвечает, чтобы она жила сегодняшним днём.

## В ролях
- Джейсон Стейтем — Люк Райт
- Кэтрин Чан — Мэй
- Шандор Течи — Эмиль Доческий
- Джозеф Сикора — Василий Доческий
- Энсон Маунт — Алекс Розен
- Крис Сарандон — мэр Тремелло
- Роберт Джон Берк — капитан Вулф
- Реджи Ли — Кван Чанг
- Дэнни Хок — Юлий Барков
- Дэнни Лэнг — Лин
- Джеймс Хонг — Хань Цзяо
- Игорь Жижикин —  Пётр Шемякин

## Критика
Фильм Safe получил смешанные оценки критиков. Агрегатор обзоров Rotten Tomatoes сообщал, что из 109 оценок 63 были положительными (58 %).